# Grouse Mountain (Kern County, Kalifornien)
Der Grouse Mountain ist ein 2613 m beziehungsweise 2617 m hoher Berg im Bundesstaat Kalifornien der Vereinigten Staaten. Er liegt im Kern County knapp nördlich der Grenze zum Ventura County innerhalb der Chumash Wilderness im Los Padres National Forest.

## Geographie
Der Berg gehört zu den San Emigdio Mountains und damit zu den Transverse Ranges im Südwesten von Kalifornien. Nördlich liegt in einem Tal der Ort Pine Mountain Club und dahinter der San Emigdio Mountain. Gipfel in der Umgebung sind auf demselben Gebirgskamm wie der Grouse Mountain der Cerro Noroeste im Nordwesten, der Sawmill Mountain im Osten und östlich davon der Mount Pinos. Die Dominanz beträgt 1,13 km, der Berg ist also die höchste Erhebung im Umkreis von 1,13 km. Er wird überragt von dem östlich liegenden Sawmill Mountain. Der gesamte Berg ist mit lichtem Wald bedeckt.